# Garibald
Garibald (ur. ? – zm. 671) był synem Grimoalda, króla Longobardów i Teodoty, córki Ariperta I.
Po śmierci ojca w 671 rządził krótko przez trzy miesiące, dopóki liczni zwolennicy Perktarita, jego stryja, który został wygnany przez Grimoalda dziewięć lat wcześniej, nie ubłagali swego kandydata, by powrócił i nie wybrali go usuwając młodego króla.